# Philipotabanus phalaropygus
Philipotabanus phalaropygus är en tvåvingeart som beskrevs av David Fairchild 1964. Philipotabanus phalaropygus ingår i släktet Philipotabanus och familjen bromsar. Inga underarter finns listade i Catalogue of Life.